# Kielczany
Kielczany – wieś w Polsce położona w województwie podlaskim, w powiecie sejneńskim, w gminie Sejny.
| SIMC    | Nazwa     | Rodzaj    |
| ------- | --------- | --------- |
| 1011980 | Ochotniki | część wsi |
| 1012146 | Zagórze   | część wsi |

W latach 1975–1998 miejscowość administracyjnie należała do województwa suwalskiego.